# Fiachra Cossalach
Fiachra Cossalach (mort en 710) est  roi du Dál nAraidi des Cruithnes en Ulaid (Ulster) royaume régional d'Irlande. il règne de 709 à 710.

## Contexte
Fiachra Cossalach est un fils de  Dúngal Eilni mac Scandail († 681) et de ce fait un membre de la lignée  d'Eilne de la famille royale,. Dans les  Annales d'Ulster il est désigné comme le fils de  Dúngal dans l'entrée qui relève sa mort.
Curieusement, Fiachra est mentionné comme l'un des garants du Cáin Adomnáin (en) lors du Synode de Birr en 697 y est qualifié de  « Roi des Cruithnes » alors qu'à cette époque un certain  Áed Aired († 698), dont les ancêtres ne sont pas identifiés, était considéré comme étant le roi de Dál nAraidi. Fiachra vécu à une époque ou le Dál nAraidi était engagé dans une période de conflits internes ayant pour conséquence la succession de trois rois en trois années. Fiachra lui-même est tué « parmi les Cruithnes » en 710.

## Postérité
Son fils Flathróe mac Fiachrach (†  774) sera également roi de Dál nAraidi

## Source
- (en) Gearóid Mac Niocaill, Ireland before Vikings, Dublin, Gill & Macmillan, 1972 (ISBN 0-71710-558-X), p. 138 Rulers of Dál nAraide 625-792